# Atlético Clube Izabelense
Maillots
L'Atlético Clube Izabelense, également connu sous le nom d'Izabelense, est un club brésilien de football fondé en 1924 et basé dans la ville de Santa Isabel do Pará, dans l'État du Pará.
Le club joue ses matchs à domicile au stade Edilson-Abreu, et joue actuellement dans le championnat du Pará.

## Histoire
Le club est fondé le 26 avril 1924 par un groupe d'amis (dont Manoel Ernestino da Silva, alors sportif, directeur et entraîneur) qui pratiquent alors le football dans un champ à côté de la chapelle dans le quartier d'Igreja Matriz.
Il atteint pour la première fois de son histoire le championnat de Série C (D3 brésilienne) en 1981.
En 2005, le club devient vice-champion du Championnat du Pará D2.

## Stades
Le club joue ses matchs à domicile au stade Edilson-Abreu, surnommé Abreuzão et doté de 2 000 places.

## Palmarès
| Compétitions nationales                            |
| -------------------------------------------------- |
| - Championnat du Pará D2 : - Vice-champion : 2005. |

## Personnalités du club

### Présidents du club
- Manoel Ernestino da Silva
- Milton Takumi Yamada

### Entraîneurs du club
- João Duarte[6] (2020 - )

### Joueurs du club
- Edevaldo